# ヨーゼフ・ローゼンシュトック
ヨーゼフ・ローゼンシュトック（独: Josef Rosenstock）、ユゼフ・ロゼンシュトク（波: Józef Rosenstock）、ジョゼフ・ローゼンストック（英: Joseph Rosenstock, 1895年1月27日　クラクフ - 1985年10月17日　ニューヨーク）は、ポーランドに生まれ、ドイツとアメリカ、日本で活動した指揮者。NHK交響楽団の基礎を創り上げたユダヤ系の指揮者であり、斎藤メソッドのモデルとなった指揮者の1人でもある。楽員からは「ローゼン」（戦前）「ロー爺」「ローやん」と呼ばれ親しまれていた。

## 生涯

### 誕生からドイツ追放
故郷のクラクフ音楽院で学んだ後、ウィーン音楽アカデミーでフランツ・シュレーカーに作曲を学んだ。1922年、ダルムシュタット市立劇場 (ドイツ語版) の主任指揮者となり、1925年には音楽総監督となる。1927年にはヴィースバーデン国立歌劇場の音楽総監督に就任、1929年にメトロポリタン歌劇場の指揮者となるが2ヶ月で辞任。1930年にマンハイム国民劇場の音楽総監督に就任した。その間、アルトゥーロ・トスカニーニやリヒャルト・シュトラウスらと親しくする機会もあり、その経験は自己の研鑽の足しになった。1933年からベルリンのユダヤ文化協会管弦楽団の指揮者として活動したが、ナチスから国外追放を宣告されることとなった。ローゼンシュトックはこの頃、いわゆる頽廃音楽の擁護者としても有名であったため、ユダヤ系でなくともレパートリーの面から、遠からず迫害されるのは目に見えていた。親交のあったトスカニーニからは、早くドイツを脱出するよう強く催促されていた。

### 新響
NHK交響楽団の前身である新交響楽団は、近衛秀麿の後任となる常任指揮者の候補を世界に求めた。ウィリアム・スタインバーグなども候補の1人に挙がっていたが、ローセンシュトックが「日本に行っても良い」という返事を出した。そこで、新響は当時来日中だったチェリストのエマヌエル・フォイアマンと、ユダヤ文化協会管弦楽団在籍中にローゼンシュトックの下で演奏をしたことがあるヴァイオリニストのウィリー・フライの意見を聞き、「日本人なら、彼の薫陶に耐えられるだろう」という進言を得たため、ローゼンシュトックとのパイプを持っていたフライの名前で招請状が書かれることになった。正式に招請を受けたローゼンシュトックはシベリア鉄道と関釜連絡船を乗り継ぎ、1936年8月17日に日本に到着した。9月21日に歓迎演奏会を開いた後、9月30日の第170回定期から1942年1月29日の第232回定期までのすべての定期演奏会を1人で指揮した。ローゼンシュトックは、まだまだ半アマチュア気分が抜けていなかった新響の楽員に基本的な奏法を中心とする厳しいトレーニングを徹底的に課し、楽員をして「過酷」と言わしめつつ技力の大幅なアップに務めた。また、当時の現代作品などレパートリーの拡充にも力を注ぎ、オペラの演奏会形式による上演もしばしば行った。1941年には日本で初めてのモーツァルト・チクルスを開催した。
ローゼンシュトックと新響が日本初演したおもな曲目
- ドビュッシー：「夜想曲」（1936年11月11日）
- イーゴリ・ストラヴィンスキー：「ペトルーシュカ」（1937年4月21日）
- ベルク：「ヴォツェック」（部分）（1937年6月9日）
- ラヴェル：ピアノ協奏曲（ピアノ：井口基成）（1938年4月20日）
- シューマン：ヴァイオリン協奏曲（ヴァイオリン：ウィリー・フライ）（1938年12月14日）
- バルトーク：「弦楽器と打楽器とチェレスタのための音楽」（1939年5月10日）
- シマノフスキ：交響曲第4番（ピアノ：井口基成）（1939年5月24日）
- ディーリアス：「ブリッグの定期市」（1939年5月31日）
- ウォルトン：「ファサード」（1939年5月31日）
- ラフマニノフ：「パガニーニの主題による狂詩曲」（ピアノ：レオ・シロタ）（1940年4月24日）
- プロコフィエフ：「キージェ中尉」（1940年5月22日）
- マーラー：「大地の歌」（ソプラノ：四家文子、テノール：木下保）（1941年1月22日）
- ラヴェル：「ダフニスとクロエ」第2組曲（1941年6月5日）

一方で、トラブルもしばしば引き起こした。1937年3月25日の第177回定期では、芸術上の対立によりヴァイオリニストのアレクサンドル・モギレフスキーとの共演を一方的に破棄し、楽壇に論争を巻き起こした。また、第232回定期ではリヒャルト・シュトラウスの「ドン・キホーテ」の日本初演をする予定であったが、序奏部でチェリストのロマン・デュクソンが「音が違う」と指摘し、さらにデュクソンが「こんな指揮者とは共演できない」と言い放ったため、ローゼンシュトックもデュクソンも憤然となり、初演は取りやめとなった（シューベルトの交響曲第3番差し替え。「ドン・キホーテ」は5月6日の第236回定期で山田和男が日本初演）。太平洋戦争開戦で活動が徐々に制限されていたこともあったが、この事件でローゼンシュトックは完全に機嫌を損ね、9月23日の第238回定期まで病気と称して休演する事になった。その間に新響は改組して「日本交響楽団」（日響）となった。
改組後は山田、尾高尚忠とともに日響の指揮台を守った。ローゼンシュトックはユダヤ系であったためアンチの恰好の標的となったが、有馬大五郎らの擁護で何とか演奏活動を続けていた。しかし、1944年2月18日の第253回定期を最後に活動休止に追い込まれ、目黒にあった指揮者用宿舎を引き払って、やがて日本在住の敵性でない他の外国人らとともに軽井沢に移動した。冬にはオーバーを何枚も着込んでも寒さから逃れられない厳しい生活を送り、そこで終戦を迎えることとなった。

### 戦後
戦後は1945年10月24日の第269回定期から復帰した。再び日響の指揮台で活躍したが、当時連合国軍音楽担当将校として来日中のホルヘ・ボレットを介してニューヨーク・シティー・センター・オペラから音楽監督就任の要請が舞い込んできた。ローゼンシュトックは熟慮の末、1946年10月16日の「第九」演奏会（ちなみに、年末に「第九」を演奏するようになったのはローゼンシュトックに起因する）を最後に日本を離れ、アメリカに拠点を移した。
アメリカ移住後はメトロポリタン歌劇場にも復帰している。その後、1951年5月にアメリカの音楽使節として再来日し、日響の2回の定期演奏会などを指揮した。同年8月、日響から改称後のNHK交響楽団から名誉指揮者の称号を贈られた。この時の「名誉指揮者」は、後年のヴォルフガング・サヴァリッシュらの時の「事後協力を期待する」意味合いで授与したものではなく、一般的な「これまでの多大な功績に対する」ものとして贈られたものである。1956年3月からは、再びN響の常任指揮者となり、1年間滞在しバルトークの「青ひげ公の城」などを指揮した。任期の最中に、これまでの功績を称えられ勲三等瑞宝章とNHK放送文化賞が贈られた。任期を終えアメリカに帰国後、再びメトロポリタン歌劇場やアメリカやヨーロッパ各地のオーケストラに客演する生活を送った。1970年11月には第550回、第551回定期他を指揮するため13年ぶりに来日し、マヌエル・デ・ファリャの「三角帽子」など十八番を披露している。この頃から指揮活動が少なくなっていった。N響が第1回定期演奏会を開いてから50年目にあたる1977年には2月の定期公演と、50周年を祝う公演を指揮するために来日した。2月20日の特別公演の後、2月27日の新潟県柏崎市での地方公演が日本での最後の指揮活動となり、これ以降は事実上の引退生活を送ることとなった。N響が国際連合に招かれ国連デー・コンサートに参加するために渡米する直前の1985年10月17日に、ニューヨークの自宅で90歳の生涯を終えた。

## 演奏スタイル、その他
ローゼンシュトックの演奏スタイルは、トスカニーニを模範とする規律的な演奏を目指すものであった。その点では、フルトヴェングラー流の演奏スタイルだった近衛秀麿と対を成すべきものであり、この流れは後に齋藤秀雄の「齋藤メソッド」に受け継がれていった。とにかく一糸乱れないアンサンブルを作り上げるために徹底的に新響を絞り上げ、レベルに満足できない時は激怒することも常であった。その一方で、現時点での楽員のレベルをある程度は理解していたとも言われ、その範囲内で古典から当時の現代作品にわたるプログラムを構成したりもした。なお、上記一覧にもあるようにラヴェルの「ダフニスとクロエ」第2組曲はローゼンシュトック・新響が日本初演しているが、実は本来その公演は5月に行われるはずだった。しかし、「ダフニスとクロエ」を一番よく理解していた楽員が病気になって出演できなくなり、『演奏レベルが保たれない』という理由で1ケ月先送りになったものであった。
一般的な「ローゼンシュトック＝怖い」というイメージは、当時を知る楽員らの話（本人や、当時の楽員と知り合う機会のあった岩城宏之らの回想など）がメインとなって出来上がったものであるが、再度の常任指揮者の任期を終える際に開かれた告別演奏会のあと、「一気に老け込んで普通の60代の老人になってしまった」らしく、1970年代に客演した頃は人格が丸くなり好々爺然としていたと言われている。
また、ローゼンシュトックは国際マーラー協会の名誉会員の1人であり、マーラーの曲を演奏する度にニューヨークにいたアルマ・マーラーなどマーラー家の家族に演奏の様子や自己評価、演奏期日やその演奏が録音されていた場合の録音の放送日まで事細かく手紙で伝えていたと言われている。

## 著作
- 『音楽はわが生命 ローゼンストック回想録』"MUSIC IS MY LIFE -A Conductor's Notes from Memory"中村洪介訳、日本放送出版協会、1980年。

## レコーディング
ローゼンシュトックは特にレコーディング活動を毛嫌いしていたというわけでもないようであるが、残されている録音はライヴ録音も含めても多いとはいえない。
- ベートーヴェン：レオノーレ序曲第3番/ベルリン国立歌劇場管弦楽団、ドイツ・オデオン録音（1929年）
- ベートーヴェン：交響曲第5番/ベルリン国立歌劇場管弦楽団、ドイツ・オデオン録音（1929年）
- ベルリオーズ：序曲「ローマの謝肉祭」/ベルリン国立歌劇場管弦楽団、パーロフォン録音（1929年）
- メンデルスゾーン：序曲「フィンガルの洞窟」/ベルリン国立歌劇場管弦楽団、パーロフォン録音（1929年）、NHK交響楽団ライヴ（1977年）
- ラートハウス：組曲「ウリエル・アコスタ(Uriel Acosta)」よりユダヤ舞曲/ユダヤ文化協会管弦楽団(Orchester des jüdischen Kulturbundes)、ルクラフォン(Lukraphon)録音（1935年）[3][4]
- モーツァルト: セレナーデ第6番より第1楽章と第3楽章/ユダヤ文化協会管弦楽団、ルクラフォン録音（1935年）
- チャイコフスキー：ピアノ協奏曲第1番/Pf：井上園子、新交響楽団（日本放送交響楽団名義）、日本コロムビア録音（当時は未発売。テスト・プレス盤を基にローム・ミュージック・ファンデーションからリリース）（1939年）
- ベートーヴェン：交響曲第3番「英雄」抜粋/NHK交響楽団ライヴ（1951年）
- ストラヴィンスキー：バレエ音楽「春の祭典」抜粋/NHK交響楽団ライヴ（1956年）
- ファリャ：バレエ音楽「三角帽子」より第二組曲/NHK交響楽団ライヴ（1956年）
- チャイコフスキー：交響曲第6番/NHK交響楽団ライヴ（1977年）
- ボロディン：交響曲第2番/NHK交響楽団ライヴ（1977年）
- バルトーク：「青ひげ公の城」全曲 (日本語歌唱)/Sop：伊藤京子、Br：中山悌一、NHK交響楽団（1957年）
- ワーグナー：「トリスタンとイゾルデ」全曲/メトロポリタン歌劇場ライヴ（1961年）
- R.シュトラウス:「エレクトラ」全曲/メトロポリタン歌劇場ライヴ（1961年）
- ヴェルディ：「マクベス」全曲/メトロポリタン歌劇場ライヴ（1962年）
- ワーグナー：「ニュルンベルクのマイスタージンガー」全曲/メトロポリタン歌劇場ライヴ（1963年）

## 教え子
- 安部幸明
- 小倉朗

## ローゼンシュトックが登場する作品
- 『窓ぎわのトットちゃん (アニメ映画)』[5]（2023年、声：ダニエル･ケルン）